# Учакар, Янез
Янез Янезович Учакар (серб. Јанез Јанеза Учакар; словен. Janez Janeza Učakar; 18 апреля 1918, Пристава — 22 апреля 1995, Любляна) — югославский словенский военный и политический деятель, участник Народно-освободительной войны Югославии. Народный герой Югославии.

## Биография

### Предвоенные годы
Родился 18 апреля 1918 года в Приставе близ Моравче. Окончил среднюю школу, работал на заводе портным. Перед войной участвовал в двух стачках, трудился в рабочем культурном обществе «Взаимность».

### Война
В апреле 1941 года Янез установил контакты с Люблянским райкомом Компартии Словении. 8 августа 1941 вступил в Шишацкую партизанскую роту. В октябре 1941 года был принят в Компартию Словении и Службу обеспечения и безопасности. Руководил тремя группами СОБ и участвовал во многочисленных операциях близ Любляны.
24 февраля 1942 Учакар был арестован полицией, после чего был переправлен в концентрационный лагерь Гонарс. Сбежал оттуда в августе с группой заключённых во главе с Борисом Крайгером, перебравшись через ров. В Словенском Приморье встретился с группой партизан, возглавив 3-ю роту батальона имени Симона Грегорчича. Позднее занял должность политрука 4-го батальона Сочского отряда и командира 3-го батальона Северноприморского партизанского отряда.
В мае 1943 года Учакар продолжил службу в разведке: первоначально в 3-й словенской ударной бригаде имени Ивана Градника, а затем в Северноприморской группе СОБ и Бенешско-Словенском батальоне СОБ. В январе 1944 года вошёл в Словенскоприморский комитет СОБ, в марте возглавил штаб Бришско-Бенешского партизанского отряда. С сентября 1944 и до конца войны нёс службу в разведке 9-го словенского армейского корпуса. Дослужился до звания капитана.
Особенно часто проявлял себя Янез в Словенском Приморье. Восемь раз был ранен в ходе различных боёв и разведывательных операций. После капитуляции Италии в сентябре 1943 года участвовал в разоружении итальянских солдат и в битве за Чивидале (ныне Чедад). С Бришско-Бенешским отрядом подрывал железные дороги Горица–Удине и Горица–Подбрдо, взрывал аэродром Бельведере близ Удине, боролся с итальянскими и немецкими гарнизонами на территории Словении. В мае 1945 года участвовал в освобождении города Удине.

### После войны
В послевоенные годы Учакар нёс службу в разведотряде 4-й югославской армии, до сентября 1947 года работал в разведывательной службе Генерального штаба Свободной территории Триеста. До мая 1948 года занимал должность инструктора в Генеральном штабе Вооружённых сил Албании в Тиране, позднее работал в разведке Генерального штаба Югославской народной армии.
В 1949 году Учакар окончил Пехотную офицерскую школу города Сараево. С 1951 по 1953 годы возглавлял разведслужбу 19-го корпуса ЮНА, с 1953 по 1966 годы — разведслужбу 9-го армейского корпуса ЮНА. В 1961 году также окончил Высшую военную академию Югославской народной армии в Белграде. Вышел в отставку в звании полковника, проживал в Любляне.
Некоторое время занимал должность командира Территориальной обороны СР Словении и дружественной самообороны города Любляны. Входил в Люблянский облком Союза коммунистов Словении, состоял в Союзе резервных старшин и представлял Словению в Союзе ветеранов Народно-освободительной войны.
За годы службы был награждён медалью «Партизанская память 1941», дважды награждён орденом «За храбрость» и рядом других орденов и медалей. Звание Народного героя получил 27 ноября 1953.